# San Facundo
San Facundo (Safabondu en Asturiano) è una località rurale del comune di Tineo da cui dista 20 km. 
Dista 12 km da Pola de Allande e 26 di Cangas del Narcea. Ha 210 abitanti ripartiti in 741 abitazioni e ha una superficie di 12,81 km².
La località è attraversata dalla strada AS-217 che unisce Tineo con Pola de Allande.

## Geografia fisica
Si compone di 8 piccoli centri abitati periferici:
- Bárzana de San Facundo
- Barzanicas
- Cerviago
- La Cueta
- Mirallo de Arriba
- Pendosén
- San Facundo
- Villacín